# 日光さる軍団
日光さる軍団（にっこうさるぐんだん）は、株式会社おさるランドが展開するコンテンツの1つであり、日光・鬼怒川にある専用劇場「日光さる軍団劇場」で猿まわしを披露する団体である。

## 歴史
猿が膝に手をつくポーズ「反省」で知られる村﨑太郎率いる太郎次郎一門が1対1で行う伝統芸能猿まわしで培ってきた文化と歴史に、初代日光猿軍団によって培われた複数の猿との掛け合いを取り入れた新しいスタイルの集団芸などを披露する。
本団体および専用劇場『日光さる軍団劇場』は2013年まで同住所にて営業していた初代『日光猿軍団』（猿の表記が漢字）を運営していた間中屋（代表：間中敏雄）より、引継ぎを申し出た太郎次郎一門が設立した『おさるランド』が土地及び建物を購入して、『日光さる軍団』として2015年4月29日より営業を開始したもので、初代『日光猿軍団』とは経営母体も経営者も異なる。
2019年には3月6日を語呂合わせで「さるの日」と定め、同日の入場を無料にするイベントを行った。
2021年夏、2022年5月を目標にペンギンやカピバラなどを含めた小動物のテーマパーク『アニタウン』へ業態転換することになった。
2023年2月5日、女性芸人が猿をしつけしている動画に虐待ではないかと波紋が広がり、その1日後に社長の村崎太郎が謝罪した。